# 松平齐宣
松平齐宣（日语：／），日本江户时代后期大名。播磨明石藩第八任藩主。官位为从四位上兵部大辅、左近卫少将。结城秀康之子松平直良的九世嗣孙。

## 生平
齐宣是将军德川家齐的第二十六子，十二代将军德川家庆的异母弟。作为家齐的幺子，在年龄上他比侄子德川家定还要小。齐宣的同母兄弟包括福井藩主松平齐善、川越藩的嗣子松平齐省。
天保十一年（1840年），他作为明石藩主松平齐韶的养子继承了藩主的位置。齐宣是通过强行排除齐韶的嫡子松平直宪而继位的。而直宪的生母季远姬据说因为不堪这样的屈辱愤而自杀了。由于齐宣是将军的儿子，明石藩的石高从6万加增到了8万。但是，据说齐宣还向老中要求加增到10万石（这是由于参见德川御三家时，石高不足十万则不得从正门进入）。作为妥协，发生了作为8万石大名但享受10万石大名待遇的复杂情况。而为了维持这个10万石大名的排场，需要莫大的支出。明石藩的财政状况也因此变得越发穷蹙。
天保十五年，齐宣病笃。因为没有嗣子而选择先代齐韶的儿子直宪作为继承人。享年二十岁。

## 逸闻
有傳聞齐宣曾在进行参勤交代的途中于尾张藩领地内處死了一名不慎穿越明石藩隊伍的三岁儿童。当时齐宣的家臣抓着这名儿童把他带到齐宣宿营的本阵，本地村民们蜂拥而至地来请求饶命，但齐宣终究没有答应，还是以冒犯武士之罪将他处刑了。这一处置激怒了尾张藩，丢了御三家第一的面子的尾张此后便宣告今后不许明石藩主通过尾张领内。据说此后的明石藩士在经过尾张时是不排行列的，且仅仅携带一把胁差，乔装打扮成市民或者农民。
在日本电影《十三刺客》中，齐宣被改编为一个与其养父同名的明石藩主（将军之弟松平齐韶）。而之后该电影的小说化版本则称之为齐宣。